# Prix IEEE Daniel E. Noble
Le prix IEEE Daniel E. Noble est décerné par l'IEEE pour encourager la recherche dans les  technologies émergentes. Le prix tient son nom de Daniel E. Noble (en). Le prix est créé par le conseil d'administration de l'IEEE en 2000, en remplacement de la précédente médaille commémorative IEEE Morris N. Liebmann.
Le prix peut être décerné à une personne ou une équipe comportant jusqu'à trois personnes.
Les lauréats reçoivent une médaille de bronze, un certificat et une rétribution.

## Lauréats
- 2020: Miroslav Micovic
- 2019: Thomas Kenny
- 2018: Rajiv Joshi
- 2017: Miguel A. L. Nicolelis
- 2016: Mark G. Allen (USA)
- 2015: Khalil Najafi
- 2014: Gabriel M. Rebeiz
- 2013: Jan P. Allebach
- 2012 : Subramanian S. Iyer
- 2011 : Mark L. Burgener
- 2011 : Ronald E. Reedy
- 2010 : Shinichi Abe
- 2010 : Shoichi Sasaki
- 2010 : Takehisa Yaegashi
- 2009 : Larry F. Weber (en)
- 2008 : James M. Daughton
- 2008 : Stuart Parkin
- 2008 : Saied Tehrani
- 2007 : Stephen R. Forrest
- 2007 : Richard H. Friend
- 2007 : Ching Wan Tang
- 2006 : Carlos A. Paz de Araujo
- 2005 : David L. Harame
- 2004 : Larry J. Hornbeck
- 2003 : Kenichi Iga
- 2002 : Masataka Nakazawa
- 2001 : Katsutoshi Izumi
- 2000 et auparavant : voir Médaille commémorative IEEE Morris N. Liebmann